# Sentang (Teluk Mengkudu)
Sentang is een bestuurslaag in het regentschap Serdang Bedagai van de provincie Noord-Sumatra, Indonesië. Sentang telt 2212 inwoners (volkstelling 2010).